# Kanton Le Puy-en-Velay-Est
Der Kanton Le Puy-en-Velay-Est war von 1973 bis 2015 ein französischer Wahlkreis im Arrondissement Le Puy-en-Velay, im Département Haute-Loire und in der Region Auvergne in Frankreich; sein Hauptort war Le Puy-en-Velay.

## Gemeinden
Der Kanton umfasste drei Gemeinden und einen Teil der Stadt Le-Puy-en-Velay. 
| Gemeinde              | Einwohner Jahr | Fläche km² | Bevölkerungsdichte | Postleitzahl | Code INSEE |
| --------------------- | -------------- | ---------- | ------------------ | ------------ | ---------- |
| Blavozy               | 1629 (2013)    | –          | – Einw./km²        | 43700        | 43032      |
| Brives-Charensac      | 4203 (2013)    | –          | – Einw./km²        | 43700        | 43041      |
| Le Puy-en-Velay       | 18.619 (2013)  | –          | – Einw./km²        | 43000        | 43157      |
| Saint-Germain-Laprade | 3514 (2013)    | –          | – Einw./km²        | 43700        | 43190      |